# Terefundus cuvierensis
Terefundus cuvierensis är en snäckart som först beskrevs av Mestayer 1919.  Terefundus cuvierensis ingår i släktet Terefundus och familjen purpursnäckor. Inga underarter finns listade i Catalogue of Life.